# 聖巴勃羅塔卡奇科
聖巴勃羅塔卡奇科（西班牙語：San Pablo Tacachico）是薩爾瓦多的城鎮，位於該國中西部，由拉利伯塔德省負責管轄，面積129.48平方公里，海拔高度306米，2007年人口20,366，人口密度每平方公里157.29人。
13°59′N 89°20′W / 13.983°N 89.333°W